# За канделябрами
«За канделябрами» (англ. Behind the Candelabra) — американский художественный телефильм режиссёра Стивена Содерберга, вышедший на экраны в 2013 году. Сценарий написан Ричардом Лагравенезе по книге Скотта Торсона и Алекса Торлейфсона «За канделябрами: Моя жизнь с Либераче» (англ. Behind the Candelabra: My Life With Liberace), изданной в 1988 году. Первый показ фильма состоялся на Каннском кинофестивале 21 мая 2013 года, где он вошёл в основную конкурсную программу и боролся за «Золотую пальмовую ветвь», телевизионная премьера — 26 мая 2013 на канале HBO.
Главные роли исполняют Майкл Дуглас и Мэтт Деймон. По утверждению Содерберга, «За канделябрами» — его последний фильм в карьере. Это также последний фильм, в котором используется музыка композитора Марвина Хэмлиша, который умер 6 августа 2012 года. Лента была крайне положительно воспринята американской кинопрессой; актёрская работа Дугласа называлась критиками самой скандальной и одной из самых лучших, когда-либо осуществлённых артистом.
Картина удостоена 15 номинаций на главную телепремию США «Эмми», в том числе за лучший телефильм / мини-сериал года, лучшую мужскую роль (Дуглас и Дэймон), мужскую роль второго плана (Бакула) и лучшую режиссёрскую работу (Содерберг); 11 из них оказались победными. На «Золотом глобусе» успех повторился: лента была отмечена наградами за лучший мини-сериал / телефильм года и мужскую роль (Дуглас).

## Сюжет
Конец 1970-х, США. 17-летний Скотт Торсон (Мэтт Деймон), работающий дрессировщиком животных для кинофильмов, знакомится с уважаемым голливудским продюсером Бобом Блэком (Скотт Бакула). Блэк представляет Торсона именитому пианисту и шоумену Либераче (Майкл Дуглас), которому Скотт явно нравится. После того, как Торсон излечивает от слепоты любимую собаку пианиста, он становится его ассистентом и переселяется в его масштабный особняк. Постепенно зрителям становится понятно, что Торсон и Либераче — гомосексуалы.
Отношения возлюбленных развиваются с огромной скоростью, а Скотт понимает, что Либераче пытается сделать из него молодую версию себя самого — нанимает пластического хирурга (Роб Лоу), дабы тот откорректировал внешность молодого возлюбленного и заодно самого пианиста. В конце концов, Либераче даже осуществляет неудавшуюся попытку по усыновлению Скотта.
По прошествии нескольких лет Либераче отдаляется от человека, который когда-то был ему самым близким в жизни. Торсон подсаживается на наркотики, а развращённый и распущенный Либераче постоянно посещает порнографические театры и занимается сексом с посторонними мужчинами. Их формальный брак заканчивается по инициативе Либераче. При помощи адвоката Скотт отсуживает некоторую часть доходов пианиста и начинает жить отдельной жизнью, покинув его особняк.
В декабре 1986 года Либераче звонит Торсону и сообщает, что смертельно болен СПИДом и доживает последние месяцы. Скотт навещает до неузнаваемости изменившегося пианиста, и бывшие возлюбленные в последний раз говорят «по душам». В феврале 1987 Либераче умирает. В финальной сцене картины Скотт, находясь на его похоронах, воображает Либераче на сцене, с его традиционной напыщенностью и китчем. Окончив вымышленное представление, пианист взмывает в небеса.
Текст перед титрами гласит:
Перед смертью Либераче сыграл 56 распроданных шоу в концертном зале Радио-сити. Он появлялся на сцене, паря над зрителями. В настоящее время Скотт Торсон проживает в городе Рино, штат Невада.

## В ролях
- Майкл Дуглас — Либераче
- Мэтт Деймон — Скотт Торсон
- Дэн Эйкройд — Сеймур Геллер
- Роб Лоу — Джек Старц
- Дебби Рейнольдс — Фрэнсис Либераче
- Скотт Бакула — Боб Блэк
- Шайенн Джексон — Билли Лэзервуд
- Дэвид Кокнер — поверенный при усыновлении
- Пол Райзер — юрист Скотта Торсона

## Создание
Содерберг предложил Дугласу роль Либераче ещё на съёмках «Траффика» в 2000 году. Актёр подумал, что режиссёр шутит, так как не считал себя похожим на легенду американской эстрады. Прошло несколько лет, Содерберг вернулся к назревшей идее и отдал Дугласу книгу реального Скотта Торсона «За канделябрами: Моя жизнь с Либераче». «Я прочитал эту книгу и подумал, что она действительно очень подходит для фильма» — говорил актёр. Позже он признавался, что эта роль стала для него «настоящим подарком» после того, как в 2011 году он сумел побороть рак гортани.
Для воссоздания специфического голоса Либераче Дуглас долго тренировался, а для обучения актёра игре на пианино Содерберг хотел нанять ему преподавателя, но тот отделался реальными видеозаписями пианиста и дотошным изучением техники его игры.
Летом 2008 года Содерберг связался со сценаристом Ричардом Лагравенезе насчёт адаптации мемуаров Торсона. В сентябре того же года было официально объявлено о разработке проекта; на главные роли были утверждены Майкл Дуглас и Мэтт Дэймон. Несколько лет Содерберг потратил на то, чтобы хоть какая-нибудь голливудская студия взяла его работу «под крыло»; отказ последовал в каждой с формулировкой «слишком гейский фильм». После такой неудачи постановщик решил делать свою картину исключительно для телевидения.
Невзирая на присутствие в картине ряда постельных сцен, самым тяжёлым для актёров, по мнению Дугласа, было всё же ежедневное наложение грима. «Мы очень быстро снимали этот фильм, но нам каждый день приходилось наносить сложный макияж. И, когда после окончания съёмок я впервые вышел на улицу без него, то даже немного заволновался» — вспоминал он. Содерберг невероятно быстро монтировал снятый материал, который был готов уже к вечеру съёмочного дня.

## Критика
В мае 2013 года картина была показана на 66-м Каннском киносмотре, где, в целом, встретила крайне одобрительные отзывы журналистов. Дуглас был одним из центральных претендентов на приз за лучшую мужскую роль, однако жюри во главе со Стивеном Спилбергом посчитало, что Брюс Дерн больше заслуживает этой награды.
Содерберг не пытается выяснять, кто тут прав, а кто виноват. Он рисует портрет мальчика в золотой клетке. И Мэтт Дэймон превосходно играет эту роль. Его перевоплощение не столь театрально и гротескно, как у Дугласа, но характер героя Дэймона подвижнее, эту историю переживает он. Не менее важен для фильма антураж, кричащие интерьеры, которые заставляют забыть, что за окном 70-е, совсем другой стиль, другая музыка, другая эпоха.
Журнал Time Out оценил ленту в четыре звезды из пяти, отметив, что она получилась шумной и дискомфортно реальной. Сотрудник журнала The Atlantic Джон Фрош остался доволен работой Содерберга: «…остроумная, поставленная в шустром темпе и последовательно развлекающая…». Обозревателю The Washington Post Хэнку Стьюверу эта история, напротив, показалась «слишком депрессивной, пустой и, в основном, слишком неживой и пропавшей».
Актёрские работы ключевого актёрского дуэта — Майкла Дугласа и Мэтта Дэймона — заняли отдельную нишу в отзывах критиков. Роб Шеффилд из Rolling Stone пишет:
Никто и не сомневался, что оба актёра отработают свои роли на все сто. Особенно это касается Дугласа, который ещё недавно вёл борьбу с раком, и теперь возвращается в кино в стиле «после нас хоть потоп». В его исполнении Либераче то выглядит жалким и беспомощным, то кутит на полную катушку, щеголяя в шубе из белого лисьего меха. Как мы узнаём из фильма, «это единственная в мире вещь, у которой есть личный автомобиль с водителем».
С ним остаётся солидарен Антон Долин («Газета»), попросту написавший, что «ничего настолько яркого актёр-корифей [Дуглас] не играл никогда и нигде». По мнению критика авторитетнейшей британской газеты The Daily Telegraph Робби Коллина, «это одно из величайших перевоплощений 68-летнего актёра из всех, которые он только когда-либо проявлял, достойное „Оскара“».
Журналист интернет-издания Colta.ru Денис Рузаев отмечает, что визуальный ряд фильма Содерберга «поражает дух — причём речь не только о запредельных нарядах героев и ретро-стилизации под самую пошлую на свете эпоху». Рейтинг картины на сайте Rotten Tomatoes составляет 95 %, основанных на 94 рецензиях критиков.

## Награды и номинации
| Год церемонии | Премия                                 | Категория                                                                    | Номинант                                                       | Результат |
| ------------- | -------------------------------------- | ---------------------------------------------------------------------------- | -------------------------------------------------------------- | --------- |
| 2013          | Каннский кинофестиваль                 | «Золотая пальмовая ветвь»                                                    | Стивен Содерберг                                               | Номинация |
| 2013          | Каннский кинофестиваль                 | Queer Palm                                                                   | Стивен Содерберг                                               | Номинация |
| 2013          | Каннский кинофестиваль                 | Palm Dog                                                                     | Бэби Бой                                                       | Победа    |
| 2013          | «Эмми»                                 | Лучший мини-сериал или фильм                                                 | Грегори Джейкобс, Сьюзэн Экинс, Майкл Полейр, Джерри Вайнтрауб | Победа    |
| 2013          | «Эмми»                                 | Лучший режиссёр мини-сериала или фильма                                      | Стивен Содерберг                                               | Победа    |
| 2013          | «Эмми»                                 | Лучший сценарий мини-сериала или фильма                                      | Ричард Лагравенезе                                             | Номинация |
| 2013          | «Эмми»                                 | Лучшая мужская роль в мини-сериале или фильме                                | Майкл Дуглас                                                   | Победа    |
| 2013          | «Эмми»                                 | Лучшая мужская роль в мини-сериале или фильме                                | Мэтт Деймон                                                    | Номинация |
| 2013          | «Эмми»                                 | Лучшая мужская роль второго плана в мини-сериале или фильме                  | Скотт Бакула                                                   | Номинация |
| 2013          | «Эмми»                                 | Лучшая работа костюмера в мини-сериале или фильме                            | Эллен Миройник и Роберт Мэтьюс                                 | Победа    |
| 2013          | «Эмми»                                 | Лучшая работа художника-постановщика в мини-сериале или фильме               | Говард Каммингс, Патрик М. Салливан мл., Барбара Манч          | Победа    |
| 2013          | «Эмми»                                 | Лучший грим в мини-сериале или фильме                                        |                                                                | Победа    |
| 2013          | «Эмми»                                 | Лучший протезный грим в мини-сериале или фильме                              |                                                                | Победа    |
| 2013          | «Эмми»                                 | Лучшая укладка волос в мини-сериале или фильме                               |                                                                | Победа    |
| 2013          | «Эмми»                                 | Лучший кастинг в мини-сериале или фильме                                     | Кармен Куба                                                    | Победа    |
| 2013          | «Эмми»                                 | Лучшее сведение звука в мини-сериале или фильме                              | Деннис Таунс, Ларри Блейк, Томас Викари                        | Победа    |
| 2013          | «Эмми»                                 | Лучшая операторская работа в мини-сериале или фильме                         | Стивен Содерберг                                               | Номинация |
| 2013          | «Эмми»                                 | Лучший монтаж в мини-сериале или фильме                                      | Стивен Содерберг                                               | Победа    |
| 2013          | Ассоциация телевизионных критиков      | Лучший телефильм или мини-сериал                                             |                                                                | Победа    |
| 2013          | «Выбор телевизионных критиков»         | Лучший мини-сериал или телефильм                                             |                                                                | Победа    |
| 2013          | «Выбор телевизионных критиков»         | Лучшая мужская роль в мини-сериале или телефильме                            | Майкл Дуглас                                                   | Победа    |
| 2013          | «Выбор телевизионных критиков»         | Лучшая мужская роль в мини-сериале или телефильме                            | Мэтт Деймон                                                    | Номинация |
| 2014          | BAFTA                                  | Лучшая мужская роль второго плана                                            | Мэтт Деймон                                                    | Номинация |
| 2014          | BAFTA                                  | Лучший адаптированный сценарий                                               | Ричард Лагравенезе                                             | Номинация |
| 2014          | BAFTA                                  | Лучшая работа художника-постановщика                                         | Говард Каммингс                                                | Номинация |
| 2014          | BAFTA                                  | Лучший дизайн костюмов                                                       | Эллен Миройник                                                 | Номинация |
| 2014          | BAFTA                                  | Лучший грим и причёски                                                       | Кейт Биско, Мари Ларкин                                        | Номинация |
| 2014          | «Золотой глобус»                       | Лучший мини-сериал или телефильм                                             |                                                                | Победа    |
| 2014          | «Золотой глобус»                       | Лучшая мужская роль в мини-сериале или телефильме                            | Майкл Дуглас                                                   | Победа    |
| 2014          | «Золотой глобус»                       | Лучшая мужская роль в мини-сериале или телефильме                            | Мэтт Деймон                                                    | Номинация |
| 2014          | «Золотой глобус»                       | Лучшая мужская роль второго плана на ТВ                                      | Роб Лоу                                                        | Номинация |
| 2014          | «Спутник»                              | Лучший мини-сериал или телефильм                                             |                                                                | Номинация |
| 2014          | «Спутник»                              | Лучшая мужская роль в мини-сериале или телефильме                            | Майкл Дуглас                                                   | Победа    |
| 2014          | «Спутник»                              | Лучшая мужская роль в мини-сериале или телефильме                            | Мэтт Деймон                                                    | Номинация |
| 2014          | Ирландская киноакадемия                | Лучший международный актёр                                                   | Майкл Дуглас                                                   | Номинация |
| 2014          | GLAAD Media Awards                     | Лучший мини-сериал или телефильм                                             |                                                                | Победа    |
| 2014          | Премия Лондонского кружка кинокритиков | Актёр года                                                                   | Майкл Дуглас                                                   | Номинация |
| 2014          | Премия Лондонского кружка кинокритиков | Награда за технические достижения года                                       | Говард Каммингс                                                | Номинация |
| 2014          | Премия Гильдии декораторов США         | Лучшая работа художника-постановщика в телевизионном фильме или мини-сериале | Говард Каммингс, Патрик М. Салливан мл., Барбара Манч          | Победа    |
| 2014          | Премия Гильдии костюмеров США          | Лучший дизайн костюмов в телевизионном фильме или мини-сериале               | Эллен Миройник                                                 | Победа    |
| 2014          | Премия Гильдии монтажёров США          | Лучший монтаж мини-сериала или фильма для ТВ                                 | Стивен Содерберг                                               | Победа    |
| 2014          | Премия Гильдии режиссёров США          | Лучшая режиссёрская работа в фильме для ТВ или мини-сериале                  | Стивен Содерберг                                               | Победа    |
| 2014          | Премия Гильдии продюсеров США          | Лучшее продюсирование мини-сериала                                           | Грегори Джейкобс, Сьюзэн Экинс, Майкл Полейр, Джерри Вайнтрауб | Победа    |
| 2014          | Премия Гильдии киноактёров США         | Лучшая мужская роль в телефильме или мини-сериале                            | Майкл Дуглас                                                   | Победа    |
| 2014          | Премия Гильдии киноактёров США         | Лучшая мужская роль в телефильме или мини-сериале                            | Мэтт Деймон                                                    | Номинация |